# Tetrastigma canarense
Tetrastigma canarense là một loài thực vật hai lá mầm trong họ Nho. Loài này được (Dalziel) Gamble miêu tả khoa học đầu tiên năm 1918.